# Anna-Lisa Granath
Anna Elise "Anna-Lisa" Granath, född 28 februari 1908 i Degerfors socken i Västerbotten, död 24 oktober 1997 i Örebro, var en svensk målare och grafiker.
Granath genomgick en fackskoleutbildning inom kläder och modebranschen, hon kompletterade därefter utbildningen med målning, grafik och konstvetenskap. Hon har därefter genomfört studieresor till Paris, London, New York, Philadelphia och Italien.
Granath är representerad vid Folkets husföreningarna, Örebro läns landsting, Kumla kommun och Örebro kommun.